# France Régions 3
France Régions 3, généralement plus connue sous le sigle FR3, est une société nationale de programme de télévision opérant une chaîne de télévision généraliste française de service public du même nom à vocation régionale. Elle est lancée le 6 janvier 1975, succédant directement à 
la Troisième chaîne couleur de l'ORTF créée le 31 décembre 1972.
FR3 est diffusée jusqu'au 7 septembre 1992 date à laquelle elle devient France 3, en intégrant le nouveau groupe audiovisuel public France Télévisions.

## Histoire de la chaîne

### 1974-1975: La création de FR3
En 1974, le nouveau président de la République Valéry Giscard d'Estaing demande à son Premier ministre de présenter une communication sur l’Office de radiodiffusion télévision française au Conseil des ministres du 3 juillet. Jacques Chirac assure alors que « la nouvelle organisation doit reposer sur la compétition entre les unités autonomes, entièrement responsables. Elle doit assurer une information libre et ouverte, doit exclure tout gaspillage en s'appuyant sur des structures allégées. Les rapports de l'État et des nouvelles unités autonomes devraient se limiter à la désignation de ses dirigeants ». La loi no 74-696 du 7 août 1974 supprime l’ORTF et crée sept organismes autonomes, dont trois sociétés nationales de programme de télévision, une société nationale de radiodiffusion sonore, deux établissements publics à caractère industriel et commercial chargés de la production et de la diffusion et un institut national de l'audiovisuel. Le monopole d'État est maintenu et chacune des sociétés est placée sous la tutelle du Premier ministre. Le directeur de la télévision de l'Office, Claude Contamine, est nommé en conseil des ministres président de la future société nationale de programme de télévision devant succéder à la troisième chaîne de l'ORTF. Le choix d'un gestionnaire issu du sérail vient répondre au visage déjà bien prédéfini de la future troisième chaîne dans la loi du 7 août dont l'article 10 précise que « l'une des sociétés nationales réserve une place privilégiée pour la programmation des films de cinéma à la télévision ». Ce point est d'ailleurs clairement inscrit dans le cahier des charges de la société nationale de programme France Régions 3, ce qui en fait non seulement la chaîne des régions, mais surtout la chaîne du cinéma et de la fiction au sens large, FR3 devant consacrer plus de la moitié de ses soirées à la diffusion de films et téléfilms. Cette nouvelle société nationale de programme de télévision est aussi chargée par la réforme de gérer et développer les centres régionaux de radio et de télévision issus de l'Office (22 stations régionales et 29 centres radiophoniques régis par 11 directions métropolitaines et une direction DOM-TOM gérant 9 stations dans l'Outre-mer français). On compte alors sur les productions des 22 stations régionales, équivalentes alors à 35 minutes de télévision régionale par jour.

### 1975-1982: La chaîne régionale et du cinéma
La loi no 74-696 du 7 août 1974 entre en application le 1er janvier 1975 avec la naissance officielle des trois sociétés nationales de programme de télévision Télévision française 1 (TF1), Antenne 2 (A2) et France Régions 3 (FR3), de la société nationale de radiodiffusion sonore Radio France, de la Société française de production (SFP), de Télédiffusion de France (TDF) et de l’Institut national de l'audiovisuel (INA).
Le lundi 6 janvier 1975 à 18 h 55, France Régions 3 ouvre son antenne avec une grille de programme en tout point semblable à celle de l'ancienne troisième chaîne. La chaîne ne diffuse que quatre heures de programmes par jour et ne consacre que cinq minutes à son émission d'inauguration ce soir du 6 janvier pour laisser place au film Peau d'âne de Jacques Demy.
TDF active les émetteurs de FR3 à 14 h, fait paradoxal car la chaine diffuse alors autant la mire que de programmes propres. Jusqu'à l'arrivée d'une émission 24 h sur 24, TDF va diffuser FIP comme fond sonore de 1975 à 2000 sur le réseau 3, puis France Info jusqu'en 2002.
Les programmes de FR3 sont essentiellement consacrés au cinéma, aux débats et aux décrochages régionaux. Chaîne du cinéma, FR3 participe en tant que coproducteur et pour une somme de 5 450 000 francs au développement du 7e art. À la suite de plaintes des propriétaires de salle de cinéma, qui s'inquiètent d'une concurrence déloyale, Claude Contamine négocie avec le Bureau de liaison de l'industrie cinématographique (BLIC) la suppression de la diffusion du film du vendredi, du samedi et du dimanche soir, ainsi que douze diffusions de film le mercredi soir tout en créant en contrepartie une case ciné-club le dimanche soir en seconde partie de soirée. L'accord est finalisé le 16 janvier 1976 et le Cinéma de minuit est à l'antenne deux mois après.
Le 1er septembre 1975, un accord est passé entre les deux sociétés nationales de programme FR3 et TF1 afin de permettre à cette dernière, qui a hérité du premier réseau VHF noir et blanc en 819 lignes, de pouvoir diffuser ses programmes en couleur. FR3 accepte de mettre à la disposition de TF1 le réseau de diffusion en couleur qui lui est réservé pour des transmissions régulières l'après-midi jusqu’au démarrage de ses propres programmes à 18 h. L'accord prévoit en contrepartie que TF1 fasse travailler les centres régionaux de production de FR3. La station ultra-marine FR3-Comores devient FR3 Mayotte le 14 décembre 1975 à la suite de la déclaration d'indépendance de la république fédérale islamique des Comores. Avec l'apparition progressive d’un contenu télévisuel plus spécifiquement régional en 1976, l’État entreprend très lentement la régionalisation administrative et économique du territoire français où les stations régionales entrent progressivement dans ce nouveau cadre.
FR3 doit se séparer de sa station de radiodiffusion ultra-marine du territoire français des Afars et des Issas le 27 juin 1977 à la suite de la déclaration d'indépendance de la république de Djibouti et bien que celle-ci apparaisse toujours au générique d'ouverture d'antenne de la chaîne.
Le 5 mai 1981, le débat opposant Valéry Giscard d’Estaing à François Mitterrand pour le deuxième tour de l’élection présidentielle, arbitré par Jean Boissonnat et Michèle Cotta est diffusé simultanément sur TF1, Antenne 2 et FR3[réf. nécessaire].
Bien qu'ayant longtemps dénoncé la main mise du pouvoir sur la télévision, la gauche, qui accède au pouvoir le 10 mai 1981, use à son tour de cette habitude d'interventionnisme pour nommer en conseil des ministres de nouveaux présidents à la tête des sociétés nationales de programme de télévision plus acquis à ses idées et qui sont eux-mêmes chargés de nettoyer leur chaîne des émissions, journalistes et animateurs suspectés d'accointances avec l'ancienne majorité. Ainsi, le journaliste Guy Thomas est nommé président de FR3 le 24 juin 1981. Celui-ci nomme Serge Moati à la direction des programmes avec l'idée de renforcer le caractère culturel et régional de l'antenne.

### 1982-1989: L'éclatement des identités
La loi no 82-652 du 29 juillet 1982 sur la communication audiovisuelle supprime le monopole d'État et recréé par le décret no 82-790 du 17 septembre 1982 la société nationale de télévision en couleur France Régions 3 qui est maintenant placée sous la tutelle de la Haute Autorité de la communication audiovisuelle qui établit le cahier des charges, veille aux règles de concurrence et nomme le président de la chaîne. Guy Thomas n'est pas confirmé dans son poste par la nouvelle instance de tutelle qui nomme André Holleaux à sa place. Parallèlement à la loi de décentralisation administrative, la loi de 1982 prévoit une large décentralisation de la radio et de la télévision. Pour ce faire, FR3 cesse d'être l'opérateur des 29 centres radiophoniques régionaux qui sont transférées à Radio-France et perd également ses activités audiovisuelles ultramarines dans FR3 DOM-TOM au bénéfice de la nouvelle société nationale de programme RFO qui vient d'être créée à cet effet. De même, le texte de loi prévoit la création de douze sociétés régionales de télévision, ayant les mêmes pouvoirs de programmation et de gestion que la société nationale, possédant leur propre conseil d'administration dont le président serait nommé par la Haute Autorité. La loi prévoit aussi l'augmentation de la part des programmes régionaux à l'antenne qui doivent passer de trente-cinq minutes à une heure par jour, ce qui nécessite un accroissement du budget de FR3 d'environ 220 millions de francs qui, selon la direction de la chaîne, pourrait être couvert par l'ouverture de l'antenne à la publicité de marque dont le revenu est estimé à 250 millions de francs. Le 1er janvier 1983, la Haute Autorité de la communication audiovisuelle autorise la publicité de marque sur le réseau national de FR3 à hauteur de 250 millions de francs par an (soit 10 % des recettes cumulées de TF1 et Antenne 2), bien que le plan de décentralisation de 1982 soit freiné par le pouvoir en raison notamment des mauvais résultats pour la majorité aux élections municipales de 1983. La publicité apporte un complément de revenu à FR3 qui, compte tenu de ses stations régionales, a le plus gros budget et le plus de personnel des trois chaînes publiques, ce que la redevance seule ne suffit plus à financer. La régionalisation est bien au cœur du cahier des charges fixé par la Haute Autorité à la chaîne en 1984. Il limite ainsi le nombre de diffusions de films par an à 170, à l'identique de TF1 et Antenne 2, ce qui fait perdre à FR3 sa spécificité de chaîne du cinéma au profit de la future nouvelle chaîne privée Canal+ pour ne lui laisser que sa spécificité régionale, et autorise la publicité de marque sur les antennes régionales de FR3.
Le 6 mai 1986, FR3 change d'habillage et révolutionne sa grille de programme en ouvrant son antenne à 9 h, au lieu de 17 h jusque-là, et en mettant à l'antenne un nouveau rendez-vous d’information locale, nationale et internationale baptisé 19/20 créé et présenté par Henri Sannier avec Ghislaine Ottenheimer. Les speakerines font également leur apparition la même année.
En 1986, le gouvernement de Jacques Chirac propose la privatisation d'une des trois chaînes de télévision publique. Initialement pressentie, le choix de FR3 est finalement abandonné, à cause de sa structure régionale, pour se reporter sur TF1. La CNCL nomme René Han à la direction de la chaîne en décembre, qui réoriente les programmes nationaux vers une mission plus culturelle.

### 1989-1992: La refonte du service public
Dans un souci de renforcement de l’audiovisuel public face à la concurrence privée, le Conseil supérieur de l'audiovisuel réunit, par la loi des 2 et 10 août 1989, Antenne 2 et FR3 sous une présidence commune en la personne de Philippe Guilhaume. Des synergies entre les deux chaînes apparaissent, comme des bandes-annonces groupées et l'harmonisation des programmes du vendredi soir.
Malgré un bilan honorable sur FR3, Philippe Guilhaume est contraint à la démission le 19 décembre 1990 par le ministre de la Culture Catherine Tasca et remplacé par Hervé Bourges.
La chaîne voit un redressement de son audience en 1990 mais connait des pertes financières importantes. Hervé Bourges s'en inquiète et déclare vouloir commander un audit financier début 1991,. L'audit, complété au printemps 1991, identifie un déficit de 103 millions de francs en 1990. Le budget pour 1991, adopté le 17 avril, prévoit un déficit de 255 millions de francs. Le déficit 1990 est finalement annoncé à 179,8 millions de francs par le ministre délégué à la Communication Georges Kiejman à l'Assemblée nationale le 31 mai 1991 alors qu'un plan de rationalisation des dépenses est en cours d'élaboration. Les syndicats de FR3 appellent à une grève pour le 14 juin demandant l'arrêt immédiat des « mesures d'austérité ».
Le 5 juillet 1991 le plan de redressement est dévoilé. 536 emplois (soit 14,7 % des effectifs) sont supprimés à FR3, dont 270 par mise en retraite et pré-retraite et 60 à 80 par départ volontaire. La chaîne s'engage aussi auprès du gouvernement à faire d'autres économies en réduisant le coût de sa grille d'été et sa durée de diffusion quotidienne à 16 heures par jour contre 17 heures précédemment. Le gouvernement s'engage en retour à fournir 500 millions de financements additionnel à la chaîne en 1992.
L'audience de la chaîne se porte bien à l'été 1991 malgré la diffusion du Tour de France sur Antenne 2 en juillet atteignant un pic à 12,4 % en août. Les résultats financiers se redressent en 1991 avec un déficit de 164 millions de francs, soit 91 millions de mieux que prévu au budget. Il était alors prévu que la chaîne atteigne l'équilibre financier en 1992. L'audience continue de grimper au début 1992 (14 % en moyenne en mai-juin).

#### Rediffusion de La Sept le samedi

Logo de La Sept (du 30 mai 1989 au 25 avril 1992).

Du 3 février 1990 au 25 avril 1992 FR3 diffuse chaque samedi de 15 heures à minuit les programmes de La Sept,, dont elle est actionnaire. À la demande de Jérôme Clément, président de La Sept, La Sept sur la 3 est diffusée du 3 février 1990 au 25 avril 1992.
En fait, le but consiste à transformer FR3 en chaîne culturelle et de la remplacer à terme par La Sept.

#### 1992: Création de France 3 et France Télévision
Afin d'essayer de reconstruire un groupe public fort face aux télévisions commerciales et pour lui donner une cohésion, les chaînes de service public prennent le nom de France Télévision le 7 septembre 1992 : Antenne 2 devient France 2 et FR3 devient France 3.

## Identité visuelle
Le 6 janvier 1975, la troisième chaîne nationale se dote d'une toute nouvelle identité et d'un nouvel habillage d'antenne créés par Gérard Marinelli dont l'indicatif d'ouverture fait figurer les dix stations d'Outre-mer qui lui sont rattachées ainsi que la France métropolitaine représentée sous forme d'hexagone bleu entre deux ellipses noires formant l'iris d'un œil dont la pupille serait les trois lettres blanches du sigle FR3, le tout sur une musique composée par Francis Lai et intitulée Bonjour à la Trois,. FR3 se revendique ainsi comme un œil ouvert sur la France et ses réalités. Ce sigle est inspiré par celui, plus ancien, du réseau américain CBS, lequel symbolise lui aussi un œil "ouvert sur le monde" .

Les yeux de FR3 de 1987 à 1990

Pour rajeunir son image jugée vieillissante, FR3 se dote le 6 mai 1986 d'un tout nouvel habillage rythmé par une musique électronique d'Olivier Bloch-Laîné, avec un logo sur fond bleu sur lequel se détache un imposant 3 géométrique doré.
Le logo est retouché le 21 décembre 1987 pour coller davantage à la nouvelle image culturelle et haut de gamme revendiquée par la chaîne avec un retour au sigle FR3 dont le 3, toujours doré, passe en perspective cavalière pour prendre davantage de relief, à l'image du nouveau slogan « le relief de la vie ». L'habillage d'antenne qui accompagne ce nouveau logo est à la fois sobre et élégant, axé sur une paire d'yeux bleus surmontés de sourcils noirs sur un fond blanc avec le logo de la chaîne,, ce qui peut aussi laisser penser à un clin d'œil rétrospectif à l'habillage en forme d'œil de 1975 et au générique du Cinéma de minuit.
La présidence commune d'Antenne 2 et FR3 modifie légèrement le logo le 22 décembre 1990 en reprenant le 3 doré sans relief de 1986 précédé des lettres F et R en blanc sur fond bleu, mariant ainsi les couleurs du logo de 1975 à celles de celui de 1986. Cependant, l'habillage antenne (le relief de la vie) sera dans un premier temps inchangé, seul le logo noir et jaune ayant été remplacé par le nouveau. Ce n'est que le 4 février 1991, qu'un nouvel habillage à dominante bleue est mis à l'antenne, conçu par l'agence de publicité Publicis. Le directeur de l'antenne d'alors, Jacques Chancel, prête sa voix à l'indicatif d'ouverture d'antenne.

### Logos

Logo de FR3 du 6 janvier 1975 au 6 mai 1986.
Logo de FR3 du 6 mai 1986 au 21 décembre 1987.
Logo de FR3 du 21 décembre 1987 au 21 décembre 1990.
Logo de FR3 du 22 décembre 1990 au 7 septembre 1992[33] réalisé par Publicis[34].

### Slogans
- 1975-1983 : « FR3, c'est aussi la radio ! »
- 1983 : « FR3, la chaîne amoureuse du cinéma »[35]
- 1983-1985 : « FR3, la seule chaîne régionale »
- 1985-1988 : « FR3, c'est 3 fois mieux ! »
- 1988-1991 : « FR3, Le relief de la vie »
- 1991-1992 : « Toutes les télévisions vont au bout du monde, FR3, en plus, va au bout de la rue… FR3, la télé pour de vrai »[36].

## Organisation

### Capital
France Régions 3 est une société nationale de programme détenue à 100 % par l'État français.
Le budget de FR3 était de 2 milliards de francs en 1982.

### Sièges
Le siège historique de la télévision française au 13-15 rue Cognacq-Jay étant conservé par TF1 après la scission de l'ORTF en 1975, FR3 installe son siège dans un hôtel particulier situé avenue du Recteur-Poincaré, puis à la Maison de la radio au 116 avenue du Président-Kennedy dans le XVIe arrondissement de Paris et sa rédaction nationale au 28 Cours Albert-Ier dans le VIIIe arrondissement.
La régie finale de FR3 était situé au 13 Rue Cognacq-Jay de 1975 à 1992.

Siège de France Régions 3 à la Maison de la radio à Paris
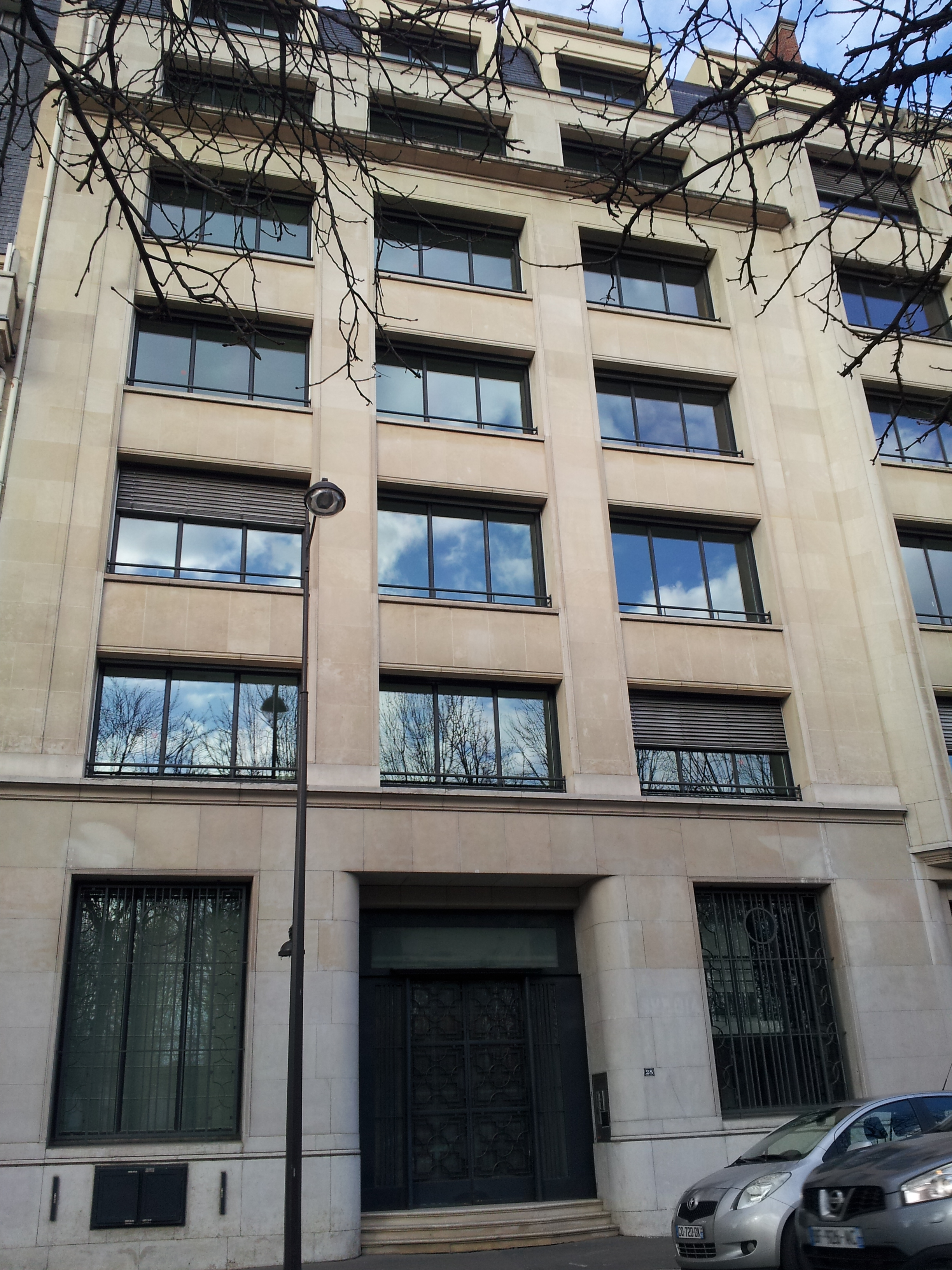
Siège de la rédaction nationale de FR3 au 28 cours Albert Ier à Paris

### Directions régionales
De 1975 à 1982, FR3 est organisée autour de douze directions régionales, dont une direction DOM-TOM, pilotant l'ensemble des radios et télévisions régionales héritées de l'ORTF.
Directions régionales de FR3 (1975-1982)
| Direction régionale                      | Antenne radio                                                                                                   | Antenne télévision                       | Années de diffusion |
| FR3 Alsace                               | FR3 Alsace FR3 Elsass II Mittelwelle                                                                            | FR3 Alsace                               | 1975-1982           |
| FR3 Aquitaine                            | FR3 Radio Bordeaux                                                                                              | FR3 Aquitaine                            | 1975-1982           |
| FR3 Bourgogne Franche-Comté              | FR3 Radio Bourgogne FR3 Radio Franche-Comté                                                                     | FR3 Bourgogne Franche-Comté              | 1975-1982           |
| FR3 Bretagne Pays-de-Loire               | FR3 Radio Armorique                                                                                             | FR3 Bretagne Pays-de-Loire               | 1975-1982           |
| FR3 Limousin Poitou-Charentes            | FR3 Radio Centre-Ouest                                                                                          | FR3 Limousin Poitou-Charentes            | 1975-1982           |
| FR3 Lorraine Champagne-Ardenne           | FR3 Radio Nord-Est                                                                                              | FR3 Lorraine Champagne-Ardenne           | 1975-1982           |
| FR3 Nord-Picardie                        | FR3 Radio Nord Picardie                                                                                         | FR3 Nord-Picardie                        | 1975-1982           |
| FR3 Paris Île-de-France Centre Normandie | FR3 Radio-Normandie FR3 Radio Centre                                                                            | FR3 Paris Île-de-France Centre Normandie | 1975-1982           |
| FR3 Provence-Alpes Côte d'Azur Corse     | FR3 Radio Côte d'Azur                                                                                           | FR3 Provence-Alpes Côte d'Azur Corse     | 1975-1982           |
| FR3 Rhône-Alpes Auvergne                 | FR3 Clermont Auvergne                                                                                           | FR3 Rhône-Alpes Auvergne                 | 1975-1982           |
| FR3 Sud                                  | FR3 Radio Montpellier-Languedoc FR3 Radio Nîmes FR3 Radio Perpignan Roussillon FR3 Radio Toulouse Midi-Pyrénées | FR3 Sud                                  | 1975-1982           |
| FR3 DOM-TOM                              | FR3-Djibouti | -                                        | 1975 - juin 1977    |
| FR3 DOM-TOM                              | FR3-Guadeloupe                                                                                                  | FR3-Guadeloupe                           | 1975-1982           |
| FR3 DOM-TOM                              | FR3-Guyane | FR3-Guyane                               | 1975-1982           |
| FR3 DOM-TOM                              | FR3-Martinique                                                                                                  | FR3-Martinique                           | 1975-1982           |
| FR3 DOM-TOM                              | FR3 Comores FR3-Mayotte                                                                                         | -                                        | 1975-1982           |
| FR3 DOM-TOM                              | FR3-Nouvelle-Calédonie                                                                                          | FR3-Nouvelle-Calédonie                   | 1975-1982           |
| FR3 DOM-TOM                              | FR3-Réunion | FR3-Réunion                              | 1975-1982           |
| FR3 DOM-TOM                              | FR3-Saint-Pierre et Miquelon                                                                                    | FR3-Saint-Pierre et Miquelon             | 1975-1982           |
| FR3 DOM-TOM                              | FR3-Tahiti | FR3-Tahiti                               | 1975-1982           |
| FR3 DOM-TOM                              | FR3-Wallis | -                                        | 1975-1982           |

La loi de réforme de l'audiovisuel de 1982 transfère les radios régionales à Radio-France, les directions régionales de FR3 n'ayant plus à leur charge que la télévision. Afin de répondre aux lois de décentralisation, une direction régionale de Normandie est créée par détachement de celle de Paris Île-de-France Centre, ainsi qu'une direction territoriale en Corse par détachement de celle de Provence-Alpes Côte d'Azur. La direction régionale DOM-TOM est supprimée à la suite du transfert de ses activités à la nouvelle société nationale de programme RFO, créée à cet effet par la loi de réforme de l'audiovisuel. De 1982 à 1992, FR3 compte treize directions régionales et douze centres dits « excentrés ». Regroupées souvent deux par deux, les régions ont chacune une rédaction régionale et également plusieurs rédactions locales chargées de mini-journaux locaux.
Directions régionales de FR3 (1982-1992)
- FR3 Alsace
- FR3 Aquitaine
- FR3 Bourgogne Franche-Comté
- FR3 Bretagne Pays-de-Loire
- FR3 Corse (direction territoriale)
- FR3 Limousin Poitou-Charentes
- FR3 Lorraine Champagne-Ardenne
- FR3 Provence-Alpes Côte d'Azur, puis FR3 Méditerranée (à partir de 1986)
- FR3 Nord-Pas-de-Calais Picardie
- FR3 Normandie
- FR3 Paris Île-de-France Centre
- FR3 Rhône-Alpes Auvergne
- FR3 Sud

## Programmes
La grille de programmes de France Régions 3 est en tout point semblable à celle de l'ancienne troisième chaîne de l'ORTF jusqu'en septembre 1975. Seule l'émission de libre parole de Jean-Pierre Alessandri, Tribune libre, voulue par la loi de réforme et le président Giscard d'Estaing, et diffusée chaque jour de la semaine à 19 h 40, fait figure de nouveauté. FR3 se revendique comme la chaîne des débats, des décrochages régionaux et surtout du cinéma, en diffusant un film chaque soir de la semaine et en mettant à l'antenne des rendez-vous comme Cinéma 16. Georges Pernoud lance Thalassa le magazine de la mer le 25 septembre 1975. Le 22 mars 1976, la télévision régionale devient quotidienne et dans cet éveil de curiosité régionale, la chaîne lance Les Jeux de 20 heures, qui permettent aux régions d’être successivement à l’antenne nationale à l’occasion d’un duplex entre une station et le studio parisien duquel officie maître Capello. Après d'âpres négociations avec le Bureau de liaison de l'industrie cinématographique (BLIC) sur le nombre de films diffusés par FR3, un rendez-vous de ciné-club, le Cinéma de minuit, est mis à l'antenne en seconde partie de soirée dès le dimanche 28 mars 1976. Le directeur de l’information, Jean-Marie Cavada, lance le 20 septembre 1978 un nouveau journal télévisé de la mi-soirée, baptisé Soir 3, qui est présenté comme l’analyse de l’actualité du jour.
L'alternance politique de mai 1981 amène Serge Moati à la direction des programmes avec l'idée de renforcer le caractère culturel et régional de l'antenne. Le 5 septembre, douze stations régionales de la chaîne diffusent quotidiennement trois heures de leurs propres programmes avant 20 heures. Le 21 octobre 1981, FR3 retransmet pour la première fois les séances de questions orales de l’Assemblée nationale. Le premier numéro de La Dernière Séance d'Eddy Mitchell et Gérard Jourd'hui est diffusé le 19 janvier 1982 et dès le 29 novembre, l'humoriste Pierre Desproges s'invite une minute chaque soir à 20h30 durant deux ans dans La Minute nécessaire de monsieur Cyclopède, ovni télévisuel mêlant humour noir et second degré. Afin de concurrencer Dallas sur TF1, la série fleuve Dynastie débarque sur la chaîne tous les samedis dès le 4 février 1984. Le rendez-vous incontournable des enfants, Le Disney Channel, lui succède à l'antenne tous les samedis soir dès janvier 1985. Le 19/20, nouveau rendez-vous d’information locale, nationale et internationale diffusé chaque jour de 19 h 00 à 20 h 00 est mis à l'antenne le 6 mai 1986 et permet à FR3 d'informer les Français une heure avant les deux grands journaux télévisés concurrents de 20 h 00. Le très glamour magazine Taxi présenté par Catherine Belkhodja remporte un vif succès le vendredi soir.
En 1987, le nouveau président René Han réoriente les programmes nationaux vers une mission plus culturelle : Thalassa passe de la seconde partie de soirée au vendredi soir à 20 h 45, le théâtre s’installe à une heure de grande écoute tous les mercredis soir à 20 h 45, et le jeu Questions pour un champion est lancé le 7 novembre 1988. Le lancement de La Classe en 1987 à la suite du 19/20 permet également à la chaîne de conserver son public « France profonde » jusqu’au prime-time. Samdynamite remplace le Disney Channel en janvier 1989. Dès le 4 février 1990, FR3 ouvre son antenne chaque matin avec les émissions d'Alex Taylor Continentales et L’Eurojournal.

### Émissions

#### Information
FR3 proposait de 1975 à septembre 1978 trois rendez-vous d'information nationale en plus de la diffusion des actualités régionales à 19 h 20. FR3 Actualités était ainsi composée d'un flash d'information tout en images diffusé à 18 h 55 et rediffusé à 19 h 55, suivi vers 22 h d'un journal télévisé de 20 minutes. Soir 3 prend le relais de cette formule en septembre 1978 jusqu'en mai 1986 avec le lancement du 19/20 de l'information au sein duquel s'insèrent les actualités régionales. Le journal de la mi-journée est créé le 22 janvier 1990 sous le nom de 12H45.
Dès 1990, FR3 propose donc trois sessions d'information par jour au sein desquelles s'insèrent les éditions d'information régionales :
- 12H45 diffusé de 12 h 45 à 13 h 05.
- 19/20 diffusé de 18 h 50 à 20 h 05.
- Soir 3 diffusé sans horaire fixe en milieu de soirée.

De plus, la chaîne propose chaque matin Continentales. Il s'agit des journaux de Sky News, de RTL, de la TVE et de la Rai.

#### Émissions pour la jeunesse
FR3 diffuse des dessins animés chaque matin et chaque après-midi.
| Titre             | Année de diffusion | Présentation                                 | Horaire                      |
| L'Île aux enfants | 1975               | Casimir                                      | début de soirée              |
| FR3 Jeunesse      | 1975-1986          | Pas de présentateur                          | après-midi                   |
| Le Disney Channel | 1985-1988          | Jean Rochefort, Guy Montagné, Vincent Perrot | Le samedi soir               |
| Amuse 3           | 1986-1991          | David le Gnome et Lisa                       | Matin et après-midi          |
| Samdynamite       | 1989-1991          | Brenda et Denver                             | Le samedi après-midi et soir |
| C'est Lulo        | 1991-1992          | M. Lulo                                      | Matin et après-midi          |

#### Magazines
Magazines d'information
- Enjeux Méditerranée
- Expression directe (1987-1992)
- La Marche du siècle (1990-1992)
- Questions au gouvernement (1983-1992)
- Saga-Cités (1991-1992)
- Taxi (1986-1987)
- Tribune libre (1975-1987)

Magazines de société
- Moi je (1986-1987)

Magazines culturels
- Caractères
- Cinéma de minuit (1976-1992)
- La Dernière Séance (1982-1992)
- Mille Bravo (1990-1991)
- Le Divan (1987-1992)
- Préludes à la nuit (1977-1987)
- Un comédien lit un auteur (1979-1981)
- Un livre, un jour (1991-1992)
- Archives du XXe siècle

Magazines de sport
- Sports Loisirs (1988)

Magazines de service
- La Cuisine des Mousquetaires (1983-1992)

Magazines de découverte
- Faut pas rêver (1990-1992)
- Thalassa (1975-1992)

#### Divertissements
- La Classe (1987-1992)
- Continentales (1990-1992)
- Merci Bernard (1982-1984)
- La Minute nécessaire de monsieur Cyclopède (1982-1984)
- Miss France (1986-1991)
- Rien à cirer (1992)
- Yacapa (1992)
- Zapper n’est pas jouer (1990-1992)

Variétés et musicales
- 40° à l'ombre (1987-1992)
- Cadence 3 (1983-1985)
- L’Écho des Bananes (1982-1983)

Les jeux
- Génies en herbe (1985-1992)
- Intervilles (1985)
- Les Jeux de 20 heures (1976-1987)
- Micro Kid's (1991-1992)
- Les Mondes fantastiques (1992)
- Questions pour un champion (1988-1992)

### Retransmissions sportives
À sa création en 1974/1975, le cahier des charges de la société nationale FR3 interdit les émissions sportives, de variété et la publicité. Pour le sport, il sera interdit de diffuser des rencontres sportives, jusqu'en 1983. Seules les annonces de résultat étaient possible dans les journaux d'information. Pendant cette période, Michel Dhrey a été le directeur des sports sur la chaine.
| Compétitions multisports - Jeux olympiques d'été (1976-1992) - Jeux olympiques d'hiver (1976-1992) | Tennis - Roland-Garros (1988-1992) |

### Séries
Voici une liste de séries, classées par origine et ordre de diffusion, qui ont été diffusées sur FR3 :
Séries françaises
- Paul et Virginie (1975)
- Il était une fois... l'Homme (avril 1978)
- Ulysse 31 (3 octobre 1981)
- Il était une fois... l'Espace (9 octobre 1982)
- Inspecteur Gadget (22 octobre 1983)
- Brigade Verte (1985)
- Série rose (8 novembre 1986)
- Sixième gauche (2 juillet 1990)
- La vie Nathalie (?)

Séries américaines
- Cannon
- Hawaï police d'État
- Dynastie (23 septembre 1983)
- Manimal (25 juin 1985)
- Guillaume Tell (2 octobre 1987)
- Flamingo Road (18 avril 1988)
- Lady Blue (15 septembre 1988)
- Brigade Criminelle (1990)
- Docteur Doogie (2 février 1991)

Séries britanniques
- La Chute des aigles (15 juillet 1979)
- Benny Hill Show (1981)
- Le crime est notre affaire (12 avril 1985)
- Mission casse-cou (17 mai 1986)
- La Dynastie des Forsyte (22 février 1988)
- Sherlock Holmes (25 décembre 1988)

Séries espagnoles
- Le Bel Été (5 février 1984)

Séries japonaises
- Signé Cat's Eyes (21 septembre 1986)

### Présentateurs et animateurs
- Sylvain Augier (1988/1990-1992)
- Pierre Bellemare (1984-1986)
- Lise Blanchet
- Jean-Michel Blottière (1991-1992)
- Jacques Capelovici (1976-1987)
- Henry Chapier (1987-1992)
- Julien Courbet (1991-1992)
- Jean-Pierre Descombes (1976-1987)
- Pierre Desproges (1982-1984)
- Sacha Distel
- Alain Duault (1987-1992)
- Fabrice (1987-1992)
- Maurice Favières (1976-1982)
- Bernard Gick
- Thierry Guerrier
- Brenda Hervé (1989-1991)
- Julien Lepers (1987-1992)
- Guy Lux (1983-1986)
- Maïté (1991-1992)
- Marc Menant (1982-1987)
- Eddy Mitchell (1982-1992)
- Georges Pernoud (1980-1992)
- Vincent Perrot (1986-1992)
- Bernard Rapp (1991-1992)
- Jacques Solness (1976)
- Alex Taylor (1990-1992)
- Michel Touret (1988-1992)
- Caroline Tresca (1986-1992)
- Anne Marie Peysson (1991)
- Pascal Sanchez (1991-1992)

### Journalistes
- Jacqueline Alexandre (1987-1989)
- Paul Amar (1990-1992)
- Marc Autheman (1990-1992)
- Dominique Baudis (1980-1982)
- Francine Buchi (1975-1983)
- Éric Cachart (1989-1992)
- Jean-Marie Cavada (1978)
- Philippe Dessaint (1988-1990)
- Jean-Pierre Enkiri (1975-1987)
- Maggie Gilbert (1989-1990)
- Geneviève Guicheney (1978-1987)
- Élise Lucet (1988-1992)
- Catherine Matausch (1987-1992)
- Ghislaine Ottenheimer (1987-1990)
- Laurence Piquet  (1989-1992)
- Jacques Paugam (1987-1989)
- Jean-Jacques Peyraud (1981-1987)
- André Sabas (1978-1981)
- Henri Sannier (1986-1987)
- Richard Tripault (1984-1992)

### Speakerin et speakerines
Les speakerines font leur apparition sur FR3 en 1986 et disparaîtront en 1993.
- Dominique Alban (1987-1992)
- Jean-Claude Aubé (1977-1987) : voix-off
- Joelle Boyadjian (1987-1992)
- Myriam Foss (1987-1992)
- Yza Lamoureux (1987-1992)
- Anne Lefébure (1975-1987) : voix-off
- Camille Marchand (1987-1992)
- Laurence Novée (1987-1992)
- Eileen Thierry (1987-1992)
- Catherine Tobiasse (1987-1992)
- Nathalie You (1987-1992)
- Isabelle Wolfe (1987-1992)

## Audiences
| 1975 | 1976  | 1977 | 1978 | 1979   | 1980   | 1981   | 1982   | 1983   | 1984 | 1985   | 1986   | 1987   | 1988  | 1989   |
| ---- | ----- | ---- | ---- | ------ | ------ | ------ | ------ | ------ | ---- | ------ | ------ | ------ | ----- | ------ |
| ???  | 19 %* | 16 % | 16 % | 17,7 % | 17,5 % | 15,7 % | 15,4 % | 12,9 % | 13 % | 12,3 % | 11,8 % | 11,2 % | 8,5 % | 10,3 % |

Source : Médiamétrie
Légende :
* Maximum historique
Fonds vert = Meilleurs scores.
Fonds rouge = Pires scores.
|      | Janvier | Février | Mars | Avril | Mai | Juin   | Juillet | Août   | Septembre | Octobre       | Novembre      | Décembre      | Moyenne annuelle |
| ---- | ------- | ------- | ---- | ----- | --- | ------ | ------- | ------ | --------- | ------------- | ------------- | ------------- | ---------------- |
| 1990 |         |         |      |       |     |        |         |        |           |               |               |               | 11,0 %           |
| 1991 |         |         |      |       |     | 11,1 % | 11,3 %  | 12,4 % |           |               |               |               | 11,3 %           |
| 1992 |         |         |      |       |     |        |         |        |           | Voir France 3 | Voir France 3 | Voir France 3 | 13,6 %           |

## Diffusion

### Hertzien analogique
France Régions 3 était diffusée en bande IV UHF au standard SÉCAM IIIB norme L à 625 lignes sur le troisième réseau national analogique hertzien de TDF composé de 3620 points d’émission ou réémissions. Elle était la chaîne française la mieux diffusée par le réseau hertzien analogique terrestre grâce notamment à ses stations régionales bien implantées sur tout le territoire.

### Câble
FR3 fut diffusée sur les deux premiers réseaux câblés expérimentaux de Metz et Bitche dès 1979, puis sur les petites régies de télédistribution de villes à population non négligeable. En tant que chaîne publique, les réseaux câblés français France Telecom Câble, Lyonnaise Câble et CGV avaient l'obligation de diffuser FR3 sur leurs réseaux dès la mise en œuvre du plan câble à la fin de 1985.